# كساد ما بعد الحروب النابليونية
كان كساد ما بعد الحروب النابليونية كسادًا اقتصاديًا في أوروبا والولايات المتحدة بعد نهاية الحروب النابليونية في عام 1815.
في بريطانيا، أدى الكساد الزراعي إلى إقرار قوانين الذرة (التي أدت إلى استقطاب السياسة البريطانية على مدى العقود الثلاثة التالية)، وفرضت ضغطًا كبيرًا على نظام الإغاثة للفقراء والموروث من العصر الإليزابيثي.
أيضًا، بعد نهاية الحروب النابليونية في عام 1815، أعقب ازدهار قصير في صناعة المنسوجات في إنجلترا فترات من الكساد الاقتصادي الصناعي المزمن، لا سيما بين النساجين والغزالين (تركزت تجارة المنسوجات في لانكشر). النساجون الذين توقعوا كسب 15 شلن لستة أيام عمل في الأسبوع في عام 1803، شهدت أجورهم انخفاضًا إلى 5 شلن أو حتى أقل بحلول عام 1818. ألقى الصناعيون، الذين كانوا يخفضون الأجور دون تقديم الإغاثة، باللوم على قوى السوق الناتجة عن توابع الحروب النابليونية.
في الوقت نفسه، أدت قوانين الذرة (التي صدر أولها عام 1815) إلى تفاقم الوضع. ففرضت تعريفة على الحبوب الأجنبية في محاولة لحماية منتجي الحبوب الإنجليز (ملاك الأراضي الزراعية). ارتفعت تكلفة الغذاء للعمال حيث اضطر الناس إلى شراء الحبوب البريطانية الأكثر تكلفة والأقل جودة، وأعقب ذلك فترات من المجاعة والبطالة المزمنة، مما زاد من الرغبة في الإصلاح السياسي في لانكشر وفي البلاد بشكل عام.
في أيرلندا، انخفضت أسعار القمح والحبوب الأخرى بمقدار النصف، وإلى جانب النمو السكاني المستمر، قام الملاك بتحويل الأراضي الزراعية إلى أراضي رعي من خلال تأمين تمرير تشريع إخلاء المزارعين المستأجرين في عام 1816، مما أدى، بسبب التركيز التاريخي للقوى العاملة الأيرلندية في الزراعة، إلى زيادة التقسيم الفرعي لقطع الأراضي المتبقية تحت الحراثة ومزارع الكفاف الأقل كفاءة والأقل ربحية بشكل متزايد.
في اسكتلندا، انتهى الكساد عام 1822.
صموئيل جاكسون من بنسلفانيا افترض أن ذعر عام 1819 وما نتج عنه من الكساد في الولايات المتحدة كانا بسبب الكساد في أوروبا، معتبرا أن نهاية الحروب النابليونية قد أدت إلى انهيار أسواق التصدير مما أدى إلى نقص الاستهلاك.